# Antigius
Antigius (лат.) — род дневных бабочек из семейства голубянок (Lycaenidae), распространённый на территории Юго-Восточной Азии (Дальний Восток России, Мьянма, Китай, Тайвань, Корея, Япония).

## Описание
Длина переднего крыла 13—20 мм. Глаза с малозаметными волосами. Передние лапки самцов несегментированные. Верхняя сторона крыльев тёмная буро-коричневая, на передних крыльях с тёмными пятнами. Рисунок нижней стороны крыльев светлый бело-серый с коричневыми линиями либо пятнами. Задние крылья с хвостиком.

## Виды
- Antigius attilia (Bremer, 1861)
- Antigius butleri (Fenton, 1881)
- Antigius cheni Koiwaya, 2004
- Antigius jinpingi Hsu, 2009
- Antigius shizuyai Koiwaya, 2002